# Greatest Hits (Anna Abreu)
Greatest Hits è un album raccolta della cantante finlandese Anna Abreu, pubblicato nel 2012.

## Tracce
1. End of Love – 3:42
2. Vinegar – 3:41
3. Music Everywhere – 3:16
4. Stereo – 4:05
5. Hysteria – 4:07
6. Ivory Tower – 3:46
7. Impatient – 3:45
8. Worst Part Is Over (feat. Redrama) – 3:38
9. Silent Despair – 3:57
10. Be with You – 3:31
11. Slam – 3:00
12. Are You Ready – 3:13
13. 2nd Chance – 3:23
14. Something About U – 3:56
15. Come Undone – 4:01
16. Do Avesso – 4:13
17. Everywhere I Go – 3:17
18. Stereo (RunAgo 2012 Remix) – 5:36